# Pokémon Mystery Dungeon
Pokémon Mystery Dungeon (jap. ポケモン不思議のダンジョン, Pokemon Fushigi no Danjon bzw. Pokémon Fushigi no Dungeon) sind Spiele der 3., 4., 5. und 6. Generation der Pokémon-Rollenspielserie. Sie wurden von Chunsoft bzw. Spike Chunsoft entwickelt.

## Beschreibung
Im Unterschied zu den anderen Pokémon-Spielen kommen in der Pokémon-Mystery-Dungeon-Reihe keine Menschen vor. Der Spieler steuert selbst ein Pokémon. Statt als Trainer, arbeitet man in Teams, um anderen in Not geratenen Pokémon zu helfen. Im Laufe der Geschichte erfährt man den wahren Grund, warum man zu einem Pokémon geworden ist und welche Aufgabe man in dieser Welt zu erfüllen hat.

## Spiele der Serie
| Deutscher Titel (ohne Pokémon Mystery Dungeon) | Japanischer Originaltitel (ohne ポケモン不思議のダンジョン)                                                                                  | System                                    | Veröffentlichung                                                               |
| ---------------------------------------------- | --- | ----------------------------------------- | ------------------------------------------------------------------------------ |
| Team Rot Team Blau                             | 赤の救助隊, Aka no Kyūjotai 青の救助隊, Ao no Kyūjotai                                                                                       | Game Boy Advance (Rot) Nintendo DS (Blau) | Japan: 17. November 2005 USA: 18. September 2006 Europa: 10. November 2006     |
| Erkundungsteam Zeit Erkundungsteam Dunkelheit  | 時の探検隊, Toki no Tankentai 闇の探検隊, Yami no Tankentai                                                                                  | Nintendo DS                               | Japan: 13. September 2007 USA: 20. April 2008 Europa: 4. Juli 2008             |
| Erkundungsteam Himmel                          | 空の探検隊, Sora no Tankentai | Nintendo DS                               | Japan: 18. April 2009 USA: 12. Oktober 2009 Europa: 20. November 2009          |
| -                                              | すすめ！炎の冒険団, Susume! Honō no Bōken-dan いくぞ！嵐の冒険団, Ikuzo! Arashi no Bōken-dan めざせ！光の冒険団, Mezase! Hikari no Bōken-dan | Wii, Download                             | Japan: 4. August 2009                                                          |
| Portale in die Unendlichkeit                   | ～マグナゲートと∞迷宮～, ~Magnagate to Mugendai Meikyū~                                                                                      | Nintendo 3DS                              | Japan: 23. November 2012 USA: 24. März 2013 Deutschland: 17. Mai 2013          |
| Super Mystery Dungeon                          | ポケモン超不思議のダンジョン, Pokémon Chō Fushigi no Dungeon                                                                                 | Nintendo 3DS                              | Japan: 17. September 2015 USA: 20. November 2015 Deutschland: 19. Februar 2016 |
| Retterteam DX                                  | | Nintendo Switch                           | 6. März 2020                                                                   |

## Eigenheiten der Spiele
Im Spiel Pokémon Mystery Dungeon sind 386 Pokémon verfügbar, in Pokémon Mystery Dungeon Erkundungsteams Zeit und Dunkelheit sind es 491, in Pokémon Mystery Dungeon Erkundungsteam Himmel sogar 492, in Pokémon Mystery Dungeon: Portale in die Unendlichkeit 144 und in Super Pokémon Mystery Dungeon sogar 720, welches alle Pokémon zu diesem Zeitpunkt minus Volcanion entspricht.
Mehrere Spiele (u. a. außer Team Rot für den GBA) der Serie unterstützen den Drahtlos-Modus und lokalen Mehrspielermodus und zusätzlich wurde mit Ausnahme von Pokémon Mystery Dungeon Team Blau die Nintendo Wi-Fi Connection unterstützt.

## Starter-Pokémon
In den Spielen Team Rot / Blau, Erkundungsteam Dunkelheit / Zeit / Himmel erfolgt die Auswahl des Starter-Pokémons durch einen Persönlichkeitstest (Fragen an den Spieler) am Anfang. Während man in Portale in die Unendlichkeit das Starter-Pokémon direkt wählen kann, jedoch gibt es eine geringe Auswahl. Der Persönlichkeitstest kehrt in Super Pokémon Mystery Dungeon zurück, aber dessen Ergebnis kann durch die Wahl eines anderen Starter-Pokémons ignoriert werden.
Folgende Starter-Pokémon sind verfügbar:
| Namen der Starter                             | Namen der Starter                                                        | Namen der Starter                              | Namen der Starter                                     | Namen der Starter             |
| Pokémon Mystery Dungeon: Team Rot / Team Blau | Pokémon Mystery Dungeon: Erkundungsteam Zeit / Erkundungsteam Dunkelheit | Pokémon Mystery Dungeon: Erkundungsteam Himmel | Pokémon Mystery Dungeon: Portale in die Unendlichkeit | Pokémon Super Mystery Dungeon |
| --------------------------------------------- | ------------------------------------------------------------------------ | ---------------------------------------------- | ----------------------------------------------------- | ----------------------------- |
| Bisasam                                       | Bisasam                                                                  | Bisasam                                        | Pikachu                                               | Bisasam                       |
| Glumanda                                      | Glumanda                                                                 | Glumanda                                       | Serpifeu                                              | Glumanda                      |
| Schiggy                                       | Schiggy                                                                  | Schiggy                                        | Ottaro                                                | Schiggy                       |
| Pikachu                                       | Pikachu                                                                  | Pikachu                                        | Floink                                                | Pikachu                       |
| Mauzi                                         | Mauzi                                                                    | Vulpix                                         | Milza                                                 | Endivie                       |
| Tragosso                                      | Endivie                                                                  | Evoli                                          |                                                       | Feurigel                      |
| Evoli                                         | Feurigel                                                                 | Endivie                                        |                                                       | Karnimani                     |
| Endivie                                       | Karnimani                                                                | Feurigel                                       |                                                       | Geckarbor                     |
| Karnimani                                     | Geckarbor                                                                | Karnimani                                      |                                                       | Flemmli                       |
| Eneco                                         | Flemmli                                                                  | Phanpy                                         |                                                       | Hydropi                       |
| Machollo                                      | Hydropi                                                                  | Geckarbor                                      |                                                       | Chelast                       |
| Geckarbor                                     | Eneco                                                                    | Flemmli                                        |                                                       | Panflam                       |
| Flemmli                                       | Chelast                                                                  | Hydropi                                        |                                                       | Plinfa                        |
| Hydropi                                       | Panflam                                                                  | Chelast                                        |                                                       | Riolu                         |
| Enton                                         | Plinfa                                                                   | Panflam                                        |                                                       | Serpifeu                      |
|                                               | Mampfaxo                                                                 | Plinfa                                         |                                                       | Floink                        |
|                                               |                                                                          | Sheinux                                        |                                                       | Ottaro                        |
|                                               |                                                                          | Riolu                                          |                                                       | Igamaro                       |
|                                               |                                                                          |                                                |                                                       | Fynx                          |
|                                               |                                                                          |                                                |                                                       | Froxy                         |

## Anime-Episoden
Einzelne Abenteuer der Spiele sind auch unter den Titeln Pokémon Mystery Dungeon, Pokémon Mystery Dungeon: Erkundungsteam Zeit und Dunkelheit und Pokémon Mystery Dungeon: Erkundungsteam Himmel verfilmt und in Deutschland beim Sender RTL II gezeigt worden. Sie wurden jeweils als Pokémon-Special ausgestrahlt, die Sprecher der Protagonisten waren jeweils dieselben aus den normalen Pokémon-Animes. Zusätzlich existieren für Pokémon Mystery Dungeon: Portale in die Unendlichkeit diverse Anime-Shorts.

## Verkaufszahlen
Die Spiele wurden von April 2006 bis März 2010 rund 40 Millionen Mal verkauft.